# Henry Wells
Henry Wells (* 12. Dezember 1805 in Thetford, Vermont; † 10. Dezember 1878 in Glasgow) war ein US-amerikanischer Unternehmer und Mitbegründer von American Express und der Wells Fargo Company.

Henry Wells

## Leben

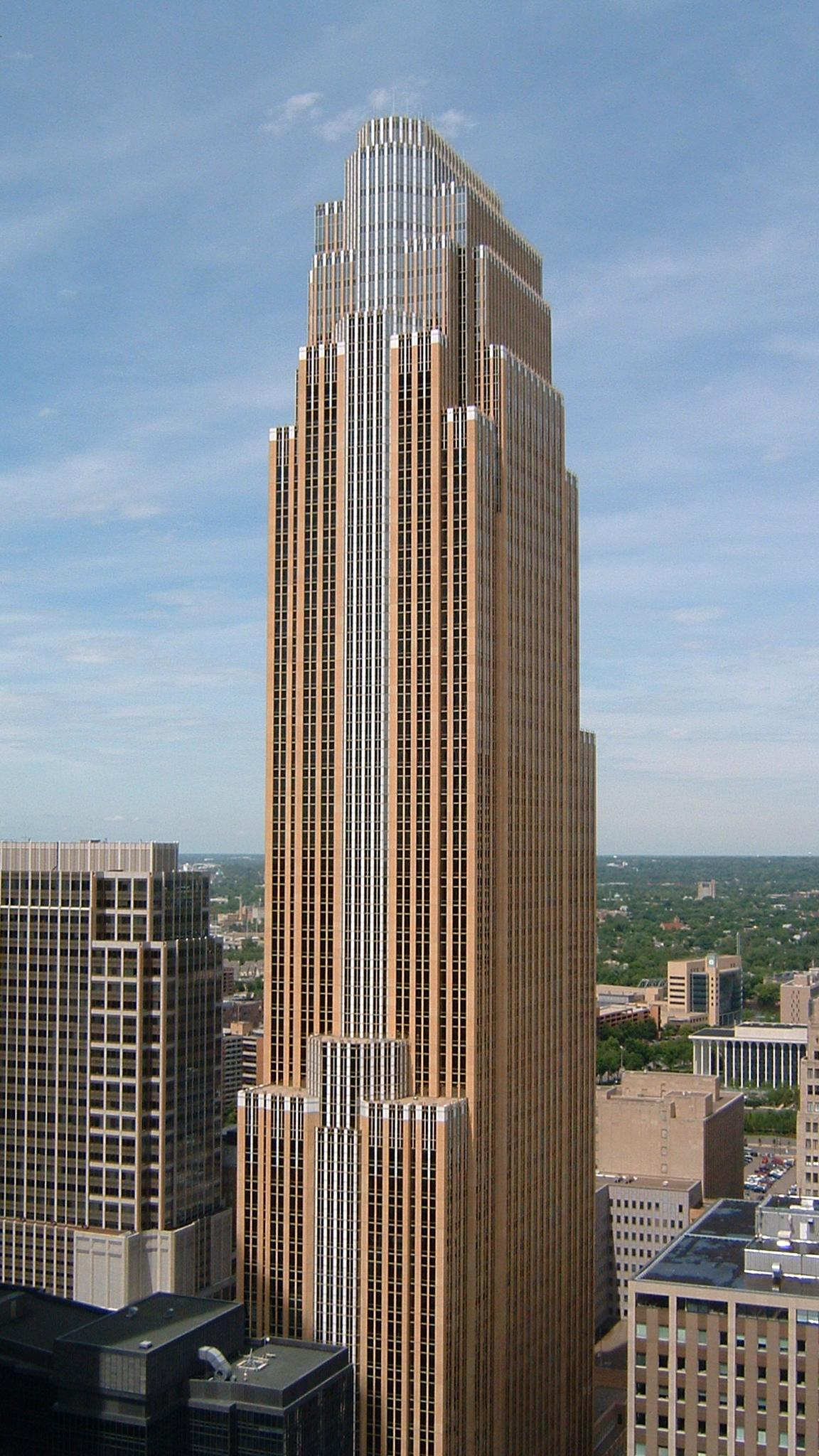
Wells Fargo Center in Minneapolis, Minnesota

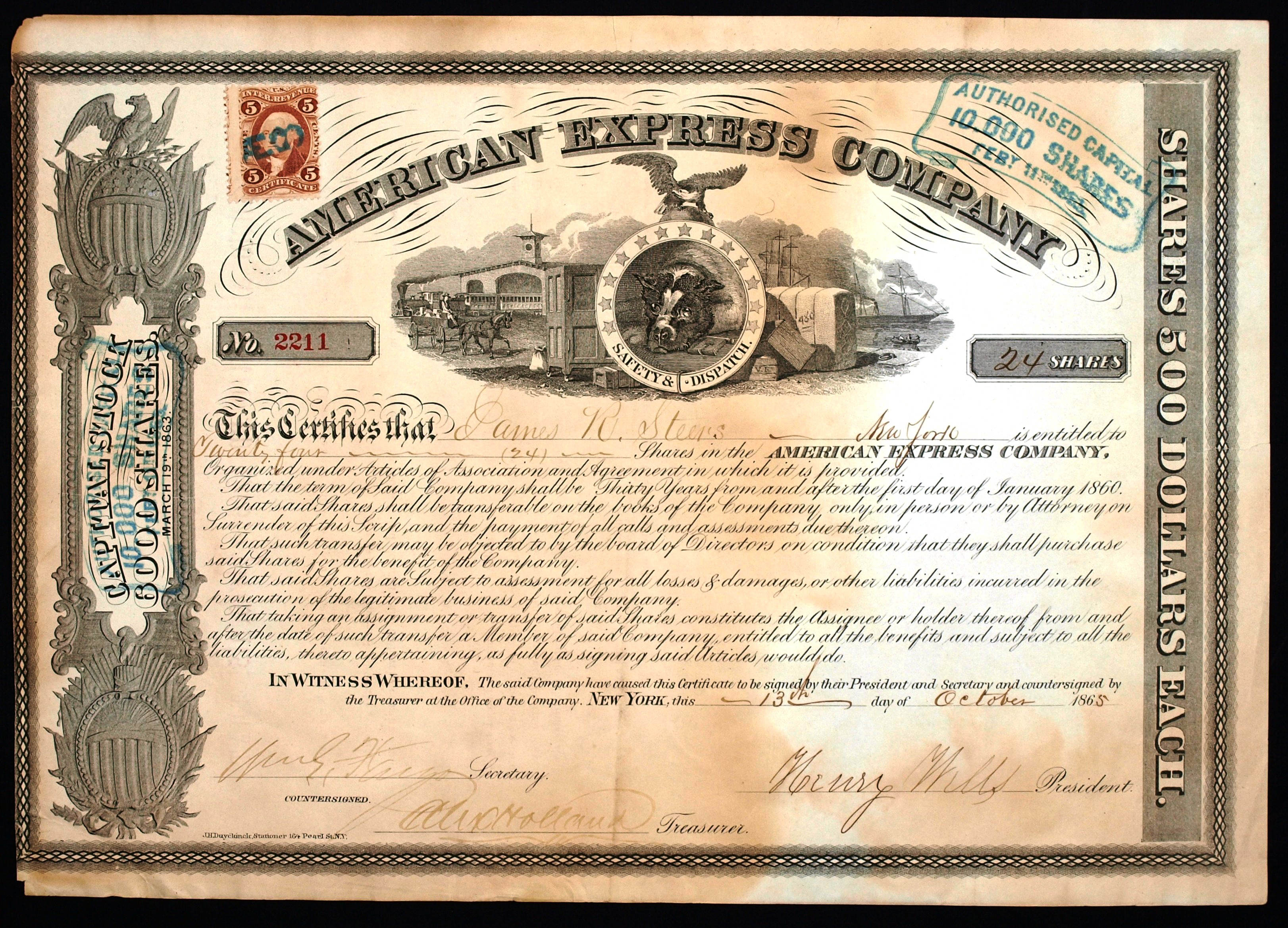
Aktie der American Express Company vom 13. Oktober 1865; signiert von William G. Fargo als Sekretär und Henry Wells als Präsident

Henry Wells berufliche Laufbahn begann als 16-Jähriger in einer Gerberei. Auf Grund eigener Sprachprobleme gründete er in den 1820er Jahren eine Schule für Sprechbehinderte. 1836 nahm er eine Tätigkeit als Frachtagent am Eriekanal auf. Er machte sich selbständig und konnte rasch durch niedrige Tarife sein Unternehmen ausweiten und immer mehr Post- und Frachtlinien bedienen. In den 1840er Jahren gründete Wells zusammen mit William Fargo und anderen Partnern mehrere Gemeinschaftsunternehmen, darunter das heute als Bank agierende Unternehmen Wells Fargo und das heute weltweit agierende Kreditkarteninstitut American Express. Die Unternehmensgruppen konnten in den 1850er Jahren besonders durch den sogenannten Goldrausch in Kalifornien expandieren und waren wesentlich an der Erschließung vor allem der nordwestlichen US-Territorien, insbesondere Kaliforniens beteiligt.